# 千葉県道163号小櫃佐貫停車場線

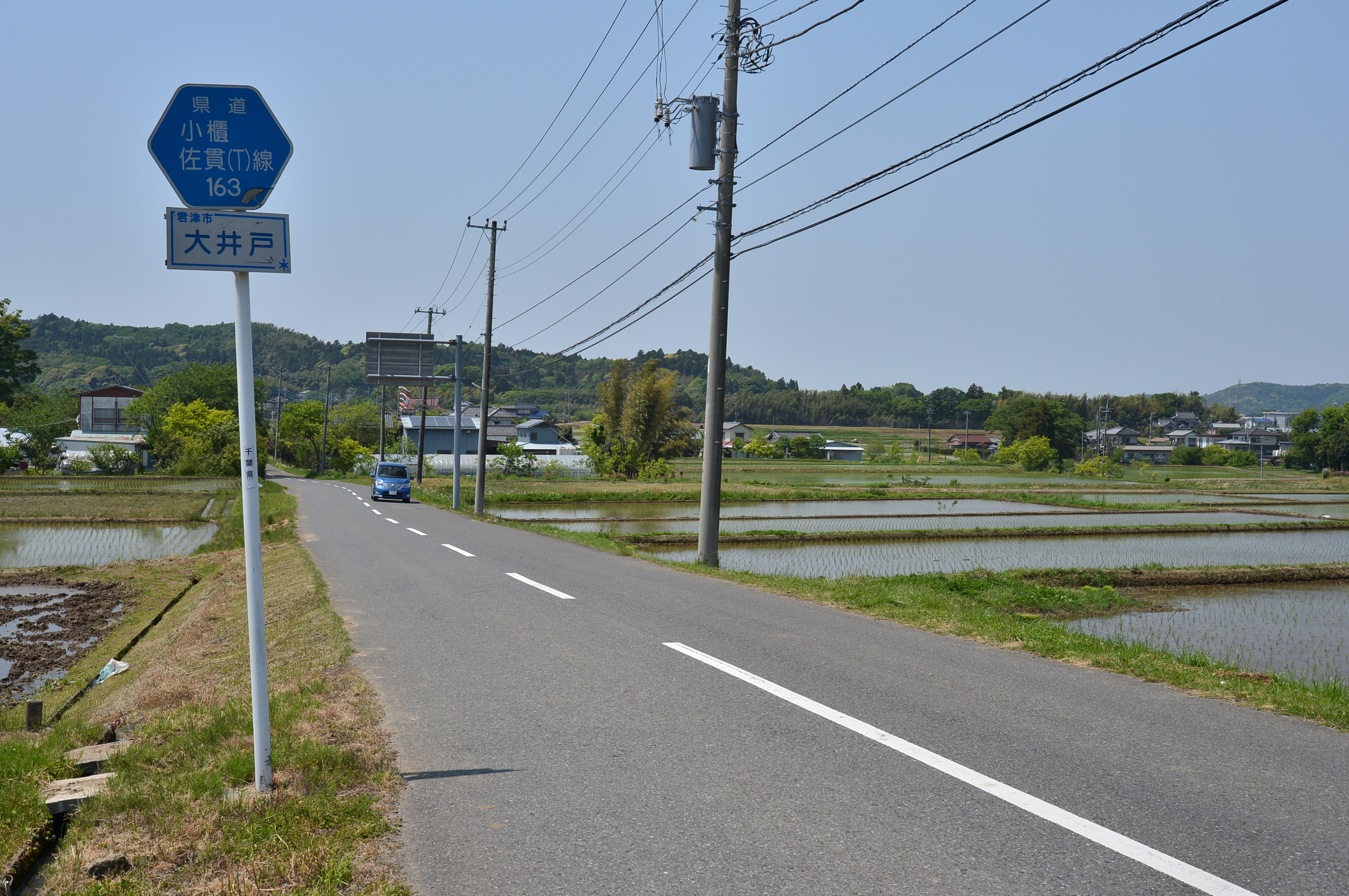
千葉県道163号小櫃佐貫停車場線・君津市大井戸の県道92号交点付近（2016年5月）

千葉県道163号小櫃佐貫停車場線（ちばけんどう163ごう おびつさぬきていしゃじょうせん）は、千葉県君津市と富津市を結ぶ一般県道である。房総半島内陸部と東京湾岸を連絡する主要道路の一つ。

## 路線データ
- 起点：君津市末吉 小櫃駅前（国道410号・千葉県道23号木更津末吉線・千葉県道160号加茂木更津線交点）[要出典]
- 終点：富津市亀田 佐貫町駅前交差点（千葉県道256号新舞子海岸線・国道465号交点）
- 総延長：28.909 km（君津土木事務所管内：28.909 km[1]）
- 重用延長：4.269（君津土木事務所管内：4.269 km）
- 実延長：24.640 km（君津土木事務所管内：24.640 km[1]）

## 路線状況

### 重複区間
- 千葉県道145号長浦上総線（君津市岩出〈岩出交差点〉 - 岩出・戸崎）
- 千葉県道33号君津平川線（君津市根本地内）
- 千葉県道92号君津鴨川線（君津市根本・行馬・大井戸 - 大井戸）
- 千葉県道93号久留里鹿野山湊線（君津市鹿野山 - 鹿野山・桜井）
- 国道465号（富津市佐貫 佐貫交差点 - 終点）

### 道路施設
- 岩田橋（小櫃川）
- 諏訪大橋（小糸川）

## 地理

### 通過する自治体
- 千葉県
  - 君津市 - 富津市

### 交差する道路
- 国道410号（君津市俵田 俵田交差点）
- 国道410号バイパス（君津市俵田）
- 千葉県道145号長浦上総線（岩出 岩出交差点）
- 千葉県道145号長浦上総線（岩出・戸崎）
- 千葉県道33号君津平川線（君津市根本）
- 千葉県道92号君津鴨川線（君津市大井戸）
- 千葉県道164号荻作君津線（君津市鬼泪）
- 千葉県道93号久留里鹿野山湊線（君津市鹿野山）
- 千葉県道93号久留里鹿野山湊線（君津市鹿野山・富津市桜井）
- 国道127号・国道465号（富津市佐貫 佐貫交差点）

### 沿線
- JR久留里線
  - 小櫃駅 - 俵田駅
- 君津市衛生センター
- 鹿野山牧場
- 鹿野山
- 佐貫城跡